# إدوارد يفبفر
إدوارد يفبفر (بالفرنسية: Édouard René de Laboulaye) (و. 1811 – 1883 م) هو سياسي، وشاعر، وبروفيسور، وكاتب، من فرنسا، ولد في باريس، توفي في باريس، عن عمر يناهز 72 عاماً.

## مناصب
تولى منصب Senator for life (France) ‏، ورئيس ‏، Société d'économie politique ‏، ونائب فرنسي، ورئيس ‏، Société de législation comparée ‏.

## جوائز
حصل على جوائز منها:
- نيشان جوقة الشرف من رتبة ضابط.

## روابط خارجية
- إدوارد يفبفر على موقع IMDb (الإنجليزية)
- إدوارد يفبفر على موقع الموسوعة البريطانية (الإنجليزية)
- إدوارد يفبفر على موقع قاعدة بيانات الفيلم (الإنجليزية)